# Poul Nielsen (B93)
 For alternative betydninger, se Poul Nielsen. (Se også artikler, som begynder med Poul Nielsen)
Poul Gilbert Leonhard Hans Nielsen (17. juni 1895 i København-12. februar 1970 på Østerbro i København) var en dansk maskinarbejder og fodboldspiller. Han spillede venstre wing i Østerbros Boldklub (1914-1921) og B.93 (1922-1923).
På grund af navnesammenfaldet med Poul ”Tist” Nielsen fik han tildelt øgenavn Den falske Tist.
Poul Nielsen var med som reserve ved OL i 1920 i Antwerpen, hvor Danmark røg ud efter første kamp, hvor man sensationelt tabte 0-1 til Spanien. Den første kamp efter OL-fiaskoen var mod Sverige, her var Poul Nielsen, en af fire debutanter. Danmark vandt kampen som blev spillet i Stockholm, med 2-0. Det blev hans eneste landskamp.
Poul Nielsen skiftede i 1922 fra fælledklubben ØB til naboklubben B.93. I den anden sæsonen i klubben blev han så alvorlig skadet, at han måtte slutte karrieren som 28-årig. Han blev, i divisionskampen mod KB, tacklet af landsholdsspilleren Valdemar Laursen, som blev idømt et års karantæne.